# Чалый, Тимофей Юрьевич
Тимофей Юрьевич Чалый (род. 7 апреля 1994 года) — российский легкоатлет, специализирующийся на барьерном беге на 400 метров, чемпион Европы среди юниоров.

## Биография
Воспитанник красноярской легкоатлетической школы, в 2013 году стал победителем чемпионата Европы среди юниоров в беге на 400 метров с барьерами и завоевал путёвку на московский чемпионат мира.
В конце июня 2013 года выиграл золото на Мемориале братьев Знаменских.
На чемпионате мира квалифицировался с результатом 49,33 (4-й результат квалификации).
По итогам 2013 года признан самым прогрессирующим легкоатлетом России (его имя назвало большинство болельщиков путём голосования в интернете, а также делегаты отчётной конференции Всероссийской федерации легкой атлетики).
В 2014 году выиграл Чемпионат России, но в финале Чемпионата Европы уступил своему соотечественнику Денису Кудрявцеву, который стал 3.
На Чемпионате Европы 2014 года занял 4-е место, показав результат 49,15.
Занял 10-е место на Чемпионате мира 2015 года с личным рекордом 48,69.
В Октябре того же года стал 2-м на Всемирных военных играх 2015.
В 2016 году установил ряд личных рекордов, а также выиграл Чемпионат России с результатом 48,95 (лучший результат сезона в стране).
Является студентом института цветных металлов и материаловедения СФУ.

## Награды и звания
- Мастер спорта России международного класса (10 апреля 2015 года).[4]